# Ranczo filmowe

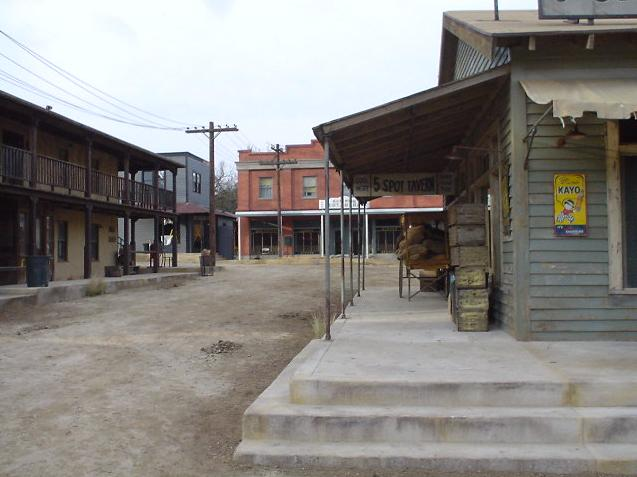
Paramount Movie Ranch

Ranczo filmowe – rodzaj rancza, częściowo lub całkowicie, wykorzystywanego do zdjęć plenerowych dla potrzeb filmu i telewizji. Większość z nich znajduje się w odległości około 50 km od Hollywood.

## Historia
Historia filmowych rancz sięga lat 20. XX wieku, kiedy to popularność zaczęły zdobywać westerny, a wiarygodne odtworzenie w studiu filmowym otwartych przestrzeni okazało się niemożliwe. Wykorzystywane zaczęły być one również do innych wysokobudżetowych produkcji, jak np. filmów wojennych. 

## Lista rancz filmowych
1. Iverson Movie Ranch, w pobliżu Chatsworth w Kalifornii,
2. Monogram Ranch - Melody Ranch, w pobliżu Newhall w Kalifornii,
3. Paramount Movie Ranch w Los Angeles,
4. Corriganville Movie Ranch, w pobliżu Simi Valley w Kalifornii,
5. Famous Players-Lasky Movie Ranch - Ahmanson 'Lasky Mesa' Ranch w Dolinie San Fernando w Kalifornii,
6. 20th Century Fox Movie Ranch w Los Angeles,
7. Spahn Movie Ranch, w pobliżu Chatsworth w Kalifornii,
8. Republic Pictures Ranch - Walt Disney Golden Oak Ranch, w pobliżu Newhall w Kalifornii,
9. Big Sky Movie Ranch w Simi Valley w Kalifornii,
10. Red Hills Ranch w Sonorze w Kalifornii.

1. Bell Moving Picture Ranch
2. Columbia Ranch – Warner Brothers Ranch
3. Pioneertown
4. RKO 'Encino Ranch'
5. Apacheland Movie Ranch
6. Will Rogers State Historic Park

1. J.W. Eaves Movie Ranch
2. Skywalker Ranch
3. Southfork Ranch
4. Circle M City
5. Sable Ranch